# Dirnaich (Gangkofen)
Dirnaich ist ein Ortsteil des Marktes Gangkofen im niederbayerischen Landkreis Rottal-Inn.

## Lage
Dirnaich liegt an der Mündung des Kühbachs in die Bina etwa sieben Kilometer nordwestlich von Gangkofen. Die Bundesstraße 388 führte bis Oktober 2010 noch durch Dirnaich.

## Geschichte
Dirnaich war Besitz der Herren von Aich (Aych) und wurde 1506 als Adelssitz geführt, der 1580 unter den einschichtigen Gütern im Landgericht Biburg (Vilsbiburg) erscheint. Der Sitz bzw. später die Hofmark Neuenaich gelangte 1752 in den Besitz Johann Nepomuk Freiherr von Dachsbergs und 1799 erbte Joseph Maria Peregrin Freiherr von Lerchenfeld die Hofmark Neuenaich mit dem elf Anwesen umfassenden Dirnaich als weitaus größter Siedlung des Gebietes.
Mit den Gemeindeedikten von 1808 und 1818 wurde Dirnaich Steuerdistrikt und Gemeinde. Sie umfasste neben Dirnaich die Orte Angerbach, Dörfl, Freiling, Geiselberg, Hinterreisach, Kurmer, Limmer, Mitterschmiddorf, Oberschmiddorf, Riemberg, Siebengadern, Sölgerding, Spielberg, Stadlhof, Unterschmiddorf und Vorderreisach. Mit Wirkung vom 1. Januar 1946 kamen noch die Ortsfluren Gindering und Plaikamühle von Gangkofen zur Gemeinde Dirnaich. Dirnaich, das zum ehemaligen Landkreis Vilsbiburg gehörte, wurde am 1. Mai 1978 im Zuge der Gemeindegebietsreform ein Teil des Marktes Gangkofen.
Die direkte Lage an der B 388 entwickelte sich zu einem Lärm- und Sicherheitsproblem. Seit Anfang der 1980er Jahre liefen Planungen für die Umgehung Dirnaich. Mehr als 100 Gäste wohnten am 27. April 2008 dem symbolischen Spatenstich zum Bau der Ortsumgehung bei, die am 15. November 2010 für den Verkehr freigegeben wurde.

## Sehenswürdigkeiten
Die zur Pfarrei Gangkofen gehörende spätgotische Nebenkirche St. Martin wurde nach 1450 errichtet. Sie war zunächst dem hl. Ägidius geweiht, seit der Mitte des 18. Jahrhunderts ist der hl. Martin ihr Schutzherr. Die Kirche wurde barockisiert und im 19. Jahrhundert regotisiert. Der Chor wird von einem Kreuzrippengewölbe überspannt. Der Turm, der von einer kleinen Kuppel über achtseitigem Unterbau bekrönt wird, hat vier Geschosse. An den Wänden des Chorjoches finden sich Fresken aus dem Ende des 16. Jahrhunderts: Mutter Anna lehrt Maria. Die Ausstattung stammt größtenteils aus dem 19. Jahrhundert. Eine Holzfigur St. Wolfsindis entstand im frühen 16. Jahrhundert.

## Vereine
- Freiwillige Feuerwehr Dirnaich e. V.
- Krieger- und Soldatenkameradschaft Dirnaich e. V.
- Verein für Gartenbau und Landespflege Dirnaich